# NEC배 (일본)
일본 NEC배는 일본 전기 주식회사(NEC Corporation)가 주최 주관하고, 일본케이자이신문이 후원하는 일본의 바둑 기전이다. 1981년에 신설되었으며 2012년을 끝으로 중단되었다. 일본 NEC배 우승자는 NEC배 중일 대항전에 참가한다.

## 상금
- 우승 상금 1,000만 엔.

## 대회 규정
- 14명에 의한 선발 토너먼트로 우승자를 가린다.
- 전기 우승자, 타이틀 홀더, NHK배 우승자, 일본기원 상금 랭킹 상위자에게 우선 참가자격이 주어진다.
- 제한시간 10분에, 30초 초일기 1회. 덤 6.5

## 역대 우승자
| 회수 | 연도 | 우승                | 전적 | 준우승              |
| ---- | ---- | ------------------- | ---- | ------------------- |
| 1    | 1982 | 다케미야 마사키 9단 | 1-0  | 오타케 히데오 9단   |
| 2    | 1983 | 사카타 에이오 9단   | 1-0  | 사카이 다케시 9단   |
| 3    | 1984 | 조치훈 9단          | 1-0  | 사카타 에이오 9단   |
| 4    | 1985 | 조치훈 9단          | 1-0  | 고바야시 고이치 9단 |
| 5    | 1986 | 다케미야 마사키 9단 | 1-0  | 고바야시 사토루 9단 |
| 6    | 1987 | 오타케 히데오 9단   | 1-0  | 린하이펑 9단        |
| 7    | 1988 | 이시다 요시오 9단   | 1-0  | 조치훈 9단          |
| 8    | 1989 | 오타케 히데오 9단   | 1-0  | 이시다 요시오 9단   |
| 9    | 1990 | 린하이펑 9단        | 1-0  | 왕리청 9단          |
| 10   | 1991 | 가토 마사오 9단     | 1-0  | 오타케 히데오 9단   |
| 11   | 1992 | 가토 마사오 9단     | 1-0  | 고바야시 고이치 9단 |
| 12   | 1993 | 요다 노리모토 8단   | 1-0  | 가토 마사오 9단     |
| 13   | 1994 | 고마쓰 히데키 8단   | 1-0  | 조치훈 9단          |
| 14   | 1995 | 고바야시 고이치 9단 | 1-0  | 조치훈 9단          |
| 15   | 1996 | 오타케 히데오 9단   | 1-0  | 린하이펑 9단        |
| 16   | 1997 | 가토 마사오 9단     | 1-0  | 고바야시 사토루 9단 |
| 17   | 1998 | 요다 노리모토 9단   | 1-0  | 조치훈 9단          |
| 18   | 1999 | 고바야시 고이치 9단 | 1-0  | 왕리청 9단          |
| 19   | 2000 | 조치훈 9단          | 1-0  | 가토 마사오 9단     |
| 20   | 2001 | 조치훈 9단          | 1-0  | 가토 마사오 9단     |
| 21   | 2002 | 요다 노리모토 9단   | 1-0  | 왕리청 9단          |
| 22   | 2003 | 류시훈 7단          | 1-0  | 다카오 신지 8단     |
| 23   | 2004 | 고바야시 고이치 9단 | 1-0  | 미무라 도모야스 9단 |
| 24   | 2005 | 장쉬 9단            | 1-0  | 류시훈 9단          |
| 25   | 2006 | 조선진 9단          | 1-0  | 고바야시 사토루 9단 |
| 26   | 2007 | 장쉬 9단            | 1-0  | 다카오 신지 9단     |
| 27   | 2008 | 고노 린 9단         | 1-0  | 조선진 9단          |
| 28   | 2009 | 하네 나오키 9단     | 1-0  | 장쉬 9단            |
| 29   | 2010 | 고노 린 9단         | 1-0  | 하네 나오키 9단     |
| 30   | 2011 | 장쉬 9단            | 1-0  | 야마시타 케이고 9단 |
| 31   | 2012 | 다카오 신지 9단     | 1-0  | 조치훈 9단          |

## 같이 보기
- NEC배 (중국)